# Alexander von Boetticher
Alexander Friedrich Johann von Boetticher (* 10. Dezember 1812 in Tuckum; † 25. September 1893 in Riga) war ein Ingenieur-Offizier und Erbauer des neuen Rigaschen Hafens.

## Leben

### Herkunft und Familie
Alexander von Boetticher war der Sohn des deutsch-baltischen Instanzsekretärs Friedrich von Boetticher (1770–1831) aus der Kurländischen Linie der Familie Boetticher und dessen Ehefrau Agnes, geborene Pusin (1785–1858). Der jüngere Bruder seines Vaters war der russische General Gustav von Boetticher.
Alexander von Boetticher heiratete am 19. August 1837 in Goldingen Feodora Baronesse von der Osten gen. Sacken (1816–1883). Sie hatten vier Kinder. Ihr Sohn Paul von Boetticher (1846–1922) war Hofrat und im St. Petersburger Generalkonsitorium tätig. Er ist Großvater des deutschen Zoologen Hans von Boetticher (1886–1958) und des Professors und Studienrates Kurt von Boetticher (1876–1944).

### Ausbildung
Alexander von Boetticher besuchte die Kreisschule in Tuckum, dem heutigen Tukums. Nach seinem Schulabschluss wurde er Stipendiat an der Ingenieurschule für Verkehrswesen in St. Petersburg, die er 1831 als Ingenieur-Leutnant verließ. Im gleichen Jahr übernahm sein Onkel Gustav von Boetticher deren Leitung. Alexander von Boetticher wurde im Ingenieurkorps für verschiedene Wasserbauarbeiten am Flusslauf der Windau eingesetzt. 

### Berufliche Laufbahn
1842 leitete Boetticher – inzwischen im Rang eines Majors – von Telechany (belarussisch: Целяханы) im Gouvernement Minsk aus die Arbeiten zum Bau des Oginskischen Kanals, der den Dnepr mit der Memel verbindet. 1859 wurde er zum Oberst befördert. Von 1864 bis 1875 war er mit Hafenbauarbeiten in Libau betraut, in den letzten Jahren als Inspekteur. 1875 wechselte er als Inspekteur zu den Düna-Regulierungsarbeiten und leitete schließlich von 1887 bis 1889 diese Dienststelle mit Sitz in Riga. Er gilt als der Erbauer des neuen Rigaschen Hafens.
Am 25. September 1893 verstarb Alexander von Boetticher in Riga.

## Ehrungen
Alexander von Boetticher wurde zum Geheimrat ernannt und mit dem Sankt-Stanislaus-Orden I. Klasse, dem St. Annen-Orden II. Klasse sowie dem Orden des Heiligen Wladimir III. Klasse ausgezeichnet. Anlässlich seiner Pensionierung 1889 wurde ein städtisches Dampfschiff nach ihm benannt: „Geheimrat Alexander von Boetticher“.